# Pablo Machín
Pour les articles homonymes, voir Pablo et Machin.
Pablo Machín Díez, né le 7 avril 1975 à Soria (Castille-et-León, Espagne), est un footballeur espagnol reconverti en entraîneur.

## Biographie

### Carrière de joueur
Pablo Machín joue deux saisons avec CD Numancia au poste de défenseur latéral droit lorsque le club milite en Segunda división B. Il doit mettre un terme à sa carrière de joueur en 1998 à l'âge de 23 ans en raison d'une blessure au genou.

### Carrière d'entraîneur

#### Les débuts
Il commence à entraîner en 2000. Pendant sept ans, il entraîne les catégories juniors et l'équipe réserve du CD Numancia. Entre 2007 et 2011, il est assistant des entraîneurs successifs de l'équipe première tels que Enrique Martín, Gonzalo Arconada, Sergije Krešić et Juan Carlos Unzué.

#### CD Numancia
Le 1er juin 2011, il devient entraîneur de l'équipe première du Numancia. Le club obtient de bons résultats sur son terrain mais a de la peine à l'extérieur. L'équipe termine à la 10e place du championnat de D2. La saison suivante, l'équipe réalise de nouveau une saison moyenne terminant à la 12e place. Pablo Machín quitte alors le club.

#### Girona FC
Le 9 mars 2014, le Gérone FC recrute Pablo Machín avec l'objectif d'éviter la relégation en Segunda división B. À l'arrivée de Pablo Machín, l'équipe catalane occupe la dernière place du classement après 29 journées. Girona FC parvient à se sauver lors de la dernière journée en obtenant 21 points sur 39 possibles. Pablo Machín voit son contrat renouvelé pour deux saisons supplémentaires.
Lors de la saison 2014-2015, Girona qui a le deuxième budget le plus bas de D2, finit à la 3e place, manquant d'un cheveu la promotion directe en première division. Lors du play-off de promotion, Girona est éliminé par le Real Saragosse.
Lors de la saison 2015-2016, Girona accumule les mauvais résultats et termine le premier tour du championnat près des places de relégation. Cependant, l'équipe parvient à trouver une dynamique positive et ne perd que deux matches au cours du deuxième tour ce qui lui permet de terminer à la 4e place. Lors du play-off de promotion, Girona élimine Córdoba CF et affronte Osasuna pour une place en première division, mais sans succès.
Le 4 juin 2017, Girona FC est promu en première division. Le 29 octobre 2017, Girona remporte une victoire historique en battant le Real Madrid 2 à 1 au stade de Montilivi (10e journée de championnat). Le club termine le championnat à la dixième place et est considéré comme l'équipe révélation de la saison.
Le 28 mai 2018, Pablo Machín annonce qu'il rejoint le Séville FC.

#### Séville FC
Pablo Machín est limogé le 15 mars 2019 après l'élimination en 1/8e de finale de la Ligue Europa face au Slavia Prague.

#### Espanyol de Barcelone
Le 7 octobre 2019, Machín est nommé entraîneur de l'Espanyol de Barcelone mais, face aux mauvais résultats du club il est limogé le 23 décembre 2019.

#### Qingdao Huanghai FC
Le 22 juillet 2020, Machín devient l'entraîneur du club chinois du Qingdao Huanghai FC, champion de deuxième division. Il s'agit de la première expérience de Machín hors d'Espagne.
Il quitte cependant le club le 30 juillet sans jamais s'être rendu en Chine et avoir pu dirigé un match à cause d'une proche positif au Covid-19, dans un contexte de pandémie mondiale.

#### Deportivo Alavés
Le 5 août 2020, Machín signe en faveur du Deportivo Alavés pour une saison.

## Statistiques
| Saison                | Club                  | Championnat           | Championnat | Championnat | Championnat | Championnat | Coupe nationale | Coupe nationale | Coupe nationale | Coupe nationale | Supercoupe | Supercoupe | Supercoupe | Supercoupe | Compétition continentale | Compétition continentale | Compétition continentale | Compétition continentale | Compétition continentale | Barrages | Barrages | Barrages | Barrages | Total | Total | Total | Total | % V |
| Saison                | Club                  | Div.                  | M           | V           | N           | D           | M               | V               | N               | D               | M          | V          | N          | D          | C                        | M                        | V                        | N                        | D                        | M        | V        | N        | D        | M     | V     | N     | D     | % V |
| --------------------- | --------------------- | --------------------- | ----------- | ----------- | ----------- | ----------- | --------------- | --------------- | --------------- | --------------- | ---------- | ---------- | ---------- | ---------- | ------------------------ | ------------------------ | ------------------------ | ------------------------ | ------------------------ | -------- | -------- | -------- | -------- | ----- | ----- | ----- | ----- | --- |
| 2011-2012             | CD Numancia           | D2                    | 42          | 15          | 12          | 15          | 2               | 0               | 1               | 1               | -          | -          | -          | -          | -                        | -                        | -                        | -                        | -                        | -        | -        | -        | -        | 44    | 15    | 13    | 16    | 32% |
| 2012-2013             | CD Numancia           | D2                    | 42          | 13          | 16          | 13          | 1               | 0               | 0               | 1               | -          | -          | -          | -          | -                        | -                        | -                        | -                        | -                        | -        | -        | -        | -        | 43    | 13    | 16    | 14    | 30% |
| Total                 | Total                 | Total                 | 84          | 28          | 28          | 28          | 3               | 0               | 1               | 2               | -          | -          | -          | -          | -                        | -                        | -                        | -                        | -                        | -        | -        | -        | -        | 87    | 28    | 29    | 30    | 32% |
| 2013-2014             | Girona FC             | D2                    | 13          | 6           | 3           | 4           | -               | -               | -               | -               | -          | -          | -          | -          | -                        | -                        | -                        | -                        | -                        | -        | -        | -        | -        | 13    | 6     | 3     | 4     | 46% |
| 2014-2015             | Girona FC             | D2                    | 42          | 24          | 10          | 8           | 2               | 0               | 1               | 1               | -          | -          | -          | -          | -                        | -                        | -                        | -                        | -                        | 2        | 1        | 0        | 1        | 46    | 25    | 11    | 10    | 54% |
| 2015-2016             | Girona FC             | D2                    | 42          | 17          | 15          | 10          | 1               | 0               | 1               | 0               | -          | -          | -          | -          | -                        | -                        | -                        | -                        | -                        | 4        | 1        | 0        | 3        | 47    | 18    | 16    | 13    | 38% |
| 2016-2017             | Girona FC             | D2                    | 42          | 20          | 10          | 12          | 1               | 0               | 0               | 1               | -          | -          | -          | -          | -                        | -                        | -                        | -                        | -                        | -        | -        | -        | -        | 43    | 20    | 10    | 13    | 47% |
| 2017-2018             | Girona FC             | Liga                  | 38          | 14          | 9           | 15          | 2               | 0               | 1               | 1               | -          | -          | -          | -          | -                        | -                        | -                        | -                        | -                        | -        | -        | -        | -        | 40    | 14    | 10    | 16    | 35% |
| Total                 | Total                 | Total                 | 177         | 81          | 47          | 49          | 6               | 0               | 3               | 3               | -          | -          | -          | -          | -                        | -                        | -                        | -                        | -                        | 6        | 2        | 0        | 4        | 189   | 83    | 50    | 56    | 44% |
| 2018-2019             | Séville FC            | Liga                  | 27          | 11          | 7           | 9           | 6               | 3               | 1               | 2               | 1          | 0          | 0          | 1          | C3                       | 16                       | 12                       | 1                        | 3                        | -        | -        | -        | -        | 50    | 26    | 9     | 15    | 52% |
| Total                 | Total                 | Total                 | 27          | 11          | 7           | 9           | 6               | 3               | 1               | 2               | 1          | 0          | 0          | 1          | -                        | 16                       | 12                       | 1                        | 3                        | -        | -        | -        | -        | 50    | 26    | 9     | 15    | 52% |
| 2019-2020             | Espanyol              | Liga                  | 10          | 1           | 2           | 7           | 1               | 1               | 0               | 0               | -          | -          | -          | -          | C3                       | 4                        | 2                        | 1                        | 1                        | -        | -        | -        | -        | 15    | 4     | 3     | 8     | 27% |
| Total                 | Total                 | Total                 | 10          | 1           | 2           | 7           | 1               | 1               | 0               | 0               | -          | -          | -          | -          | -                        | 4                        | 2                        | 1                        | 1                        | -        | -        | -        | -        | 15    | 4     | 3     | 8     | 27% |
| 2020                  | Qingdao Huanghai      | CSL                   | 0           | 0           | 0           | 0           | 0               | 0               | 0               | 0               | -          | -          | -          | -          | -                        | -                        | -                        | -                        | -                        | -        | -        | -        | -        | 0     | 0     | 0     | 0     | 0%  |
| Total                 | Total                 | Total                 | 0           | 0           | 0           | 0           | 0               | 0               | 0               | 0               | -          | -          | -          | -          | -                        | -                        | -                        | -                        | -                        | -        | -        | -        | -        | 0     | 0     | 0     | 0     | 0%  |
| 2020-2021             | Deportivo Alavés      | Liga                  | 0           | 0           | 0           | 0           | 0               | 0               | 0               | 0               | -          | -          | -          | -          | -                        | -                        | -                        | -                        | -                        | -        | -        | -        | -        | 0     | 0     | 0     | 0     | 0%  |
| Total                 | Total                 | Total                 | 0           | 0           | 0           | 0           | 0               | 0               | 0               | 0               | -          | -          | -          | -          | -                        | -                        | -                        | -                        | -                        | -        | -        | -        | -        | 0     | 0     | 0     | 0     | 0%  |
| Total sur la carrière | Total sur la carrière | Total sur la carrière | 298         | 121         | 84          | 93          | 16              | 4               | 5               | 7               | 1          | 0          | 0          | 1          | -                        | 20                       | 14                       | 2                        | 4                        | 6        | 2        | 0        | 4        | 341   | 141   | 91    | 109   | 41% |

## Palmarès

### Distinction personnelle
- Prix LFP du meilleur entraîneur de Segunda División : 2015